# 王承渲
王承渲（英語：Sharon Wang，2000年11月9日—），出生於台灣桃園市，台灣女歌手、舞者及練習生，所屬經紀公司為TPG文創。2017年8月，參加第一屆「桃青校園之星」選拔，成功入围60强。最終奪得總冠軍。她於2020年3月12日參加愛奇藝偶像女團競演養成類真人秀節目《青春有你 (第二季)》。

## 經歷
2017年8月，參加第一屆“桃青校園之星”選拔，入圍60強，最終獲得總冠軍；同年，通過徵選成為某水果茶年度歌曲《青春好正》代言人之一。 
2019年，參演屁孩Ryan《她gucci的時候眼淚總是prada prada的dior》的MV。
2020年3月12日，參加愛奇藝偶像女團競演養成類真人秀節目《青春有你 (第二季)》5月30日，最終排名獲得第12名，未能成團出道。
2021年2月，出演策略手游《部落衝突》新春短片，這是她第一次以古裝扮相出場。
2021年6月20日，出演網劇戀愛生物鐘並擔任女主角"禾真"

## 音樂作品

### 單曲
| 發行日期      | 歌曲名稱 | 歌曲資料                                                                                        | 備註 |
| 2024年7月25日 | Baby Go  | - 詞 Lyricist：Kiyoné/王承渲 Sharon Wang - 曲 Composer：Jae Chong - 編曲 Arrangement：Jae Chong |      |

### 《青春有你 (第二季)》表演曲目
| 發行日期      | 歌曲資料 | 備註             |
| 2020年2月1日  | 《让世界充满爱》 - 歌曲說明：公益歌曲 - 原唱者：群星 - 合作演唱者：全體訓練生                                                                          | [ 3 ]            |
| 2020年3月12日 | 《YES! OK!》 - 歌曲說明：節目官方主題曲 - 原唱者：原創歌曲 - 合作演唱者：全體訓練生                                                                    | [ 4 ]            |
| 2020年3月14日 | 《Bad girl》 - 歌曲說明：初評級舞台 - 原唱者：王承渲、陳品瑄、王心茗、鄭玉歆 - 合作演唱者：陳品瑄、王心茗、鄭玉歆                                      | 第一期（上）     |
| 2020年3月28日 | 《Oh Boy》 - 歌曲說明：位置测评歌曲 - 原唱者：鄧紫棋 - 合作演唱者：陳品瑄、申潔、徐軫軫、申冰、申清、申玉                                              | 第六期（上）     |
| 2020年4月18日 | 《R&B All Night》 - 歌曲說明：小组竞演歌曲 - 原唱者：KnowKnow（Higher Brothers） - 合作演唱者：戴燕妮、宋昕冉、葛鑫怡、王婉辰                          | 第十二期（上）   |
| 2020年4月25日 | 《我怎麼這麼好看》 - 歌曲說明：小组复仇歌曲 - 原唱者：大張偉 - 合作演唱者：徐軫軫、王欣宇、王婉辰、韓東                                                | 第十四期（下）   |
| 2020年5月7日  | 《Lion》 - 歌曲說明：主題考核歌曲 - 原唱者：原創歌曲 - 合作演唱者：安崎、戴萌、刘雨昕、上官喜愛、陳珏、喻言                                            | 第十七期（上）   |
| 2020年5月9日  | 《溯》 - 歌曲說明：奖励舞台歌曲 - 原唱者：CORSAK／马吟吟 - 合作演唱者：安崎、戴萌、刘雨昕、上官喜愛、陳珏、喻言                                        | 第十八期（下）   |
| 2020年5月23日 | 《不用去猜》 - 歌曲說明：導師合作舞台歌曲 - 原唱者：Jony J - 合作演唱者：Jony J＋張楚寒、乃萬、林凡                                                    | 第二十一期（上） |
| 2020年5月30日 | 《僅此而已 A Little bit》 - 歌曲說明：最终舞台歌曲 - 原唱者：原創歌曲 - 合作演唱者：上官喜爱、戴萌、孔雪儿、刘雨昕、乃万、宋昕冉、喻言、谢可寅、曾可妮 | 第二十三期       |
| 2020年5月30日 | 《Promise》 - 歌曲說明：前20名訓練生的畢業曲 - 原唱者：原創歌曲 - 合作演唱者：前20名訓練生                                                             | 第二十三期       |

## 影視作品

### 電視劇／網絡劇
| 首播日期      | 頻道   | 劇名           | 角色 | 性質   | 備註 |
| 2021年6月20日 | 愛奇藝 | 《戀愛生物鐘》 | 禾真 | 女主角 |      |

### MV出演
| 發行日期       | 歌手     | 歌曲                                       | 備註         |
| 2017年5月4日   | ICE BABY | 《青春好正》                               | 冰鎮年度歌曲 |
| 2019年10月11日 | 屁孩Ryan | 《她gucci的時候眼淚總是prada prada的dior》 | 女主角       |

### 短片
| 年份   | 作品名稱             | 備註                 |
| 2021年 | 《部落衝突》新春短片 | 第一次以古裝扮相出場 |

## 綜藝節目
| 播出日期                | 頻道   | 節目名稱              | 備註                          |
| 2020年3月12日－5月30日  | 愛奇藝 | 《青春有你 (第二季)》 | 參賽者 （最終排名獲得第12名） |
| 2020年11月13日－12月8日 | 優酷   | 《探索青年飛鳥記》    |                               |

## 廣告代言推廣
| 年份   | 產品名稱                   | 備註         |
| 2017年 | 泰山冰鎮「青春好正」代言人 | （Ice Baby） |
| 2020年 | CK腕錶首飾青春星推官       |              |

## 雜誌

### 電子刊
| 雜誌名稱      | 期數 | 主題 | 備註                   |
| 2020年        |      |      |                        |
| 時尚先生fine  | 8月  |      |                        |
| STARBOX       | 9月  |      |                        |
| LOADING·U     | 9月  |      |                        |
| RANDOM MODERN | 10月 |      | 首位女性封面人物電子刊 |

## 註解
1. ↑  第三次公演考核的最终排名第一的组合获得的特别奖励舞台